# Standarde Internaționale de Raportare Financiară
Standardele Internaționale de Raportare Financiară (cunoscute sub acronimul IFRS provenit de la denumirea în limba engleză International Financial Reporting Standards) reprezintă un set de standarde contabile. În prezent, ele sunt emise de International Accounting Standards Board (IASB). Multe dintre standardele care fac parte din IFRS sunt cunoscute sub vechea denumire de Standarde Internaționale de Contabilitate (IAS).
IAS au fost emise între 1973 și 2001 de către consiliul International Accounting Standards Committee (IASC). În aprilie 2001, IASB a adoptat toate standardele IAS, ulterior continuând dezvoltarea lor. Noile standarde poartă însă denumirea de IFRS.
Deși în prezent nu se mai emit standarde IAS, cele deja existente sunt în continuare în vigoare până la înlocuirea sau modificarea lor prin emiterea de noi standarde IFRS.

## Aplicabilitatea IFRS
IFRS sunt folosite în multe state ale lumii inclusiv în statele membre ale Uniunii Europene (UE), Hong Kong, Australia, Rusia, Africa de Sud, Singapore și Pakistan.
Aproximativ 100 de state impun sau permit utilizarea IFRS sau au o politică de convergență spre acestea. 
Pentru situația la zi, vedeți și lista statelor care au adoptat IFRS de pe situl IAS PLUS.

### Uniunea Europeană
Toate societățile comerciale cotate din UE sunt obligate în prezent să întocmească situații financiare consolidate în conformitate cu IFRS.
Pentru a fi aprobate pentru utilizarea în UE, standardele trebuie să fie avizate de către Comitetul de Reglementare Contabilă (ARC), care este format din reprezentanți ai guvernelor statelor membre și este consiliat de un grup de experți denumit Grupul Consultativ European pentru Raportarea Financiară (EFRAG).
Două secțiuni din standardul IAS 39: Instrumente financiare: recunoaștere și evaluare nu au fost aprobate de ARC și, în această privință, standardele IFRS aplicate în UE sunt diferite de cele emise de IASB. În prezent, IASB colaborează cu UE pentru a găsi o cale acceptabilă pentru eliminarea acestei anomalii. 
Întrucât standardele IFRS fac în prezent parte din legislația europeană, toate standardele aprobate și modificările lor aprobate ulterior trebuie publicate în Jurnalul Oficial al Uniunii Europene. Pe 13 octombrie 2003, prima publicare a standardelor a fost inclusă în PB L 261. Modificările standardelor IAS și IFRS publicate în trecut pot fi monitorizate folosind pagina de web a Direcției Piața Internă a Uniunii Europene Arhivat în 1 iulie 2006, la Wayback Machine. privind implementarea IAS în Uniunea Europeană.

### Convergența cu US GAAP
În cadrul unei reuniuni desfășurate în 2002 la Norwalk, Connecticut, IASB și Financial Accounting Standards Board din Statele Unite ale Americii (FASB) au convenit să își armonizeze agendele și să coopereze în vederea reducerii diferențelor dintre IFRS și Principiile Contabile General Acceptate din SUA (US GAAP). În februarie 2006, FASB și IASB au semnat un Memorandum de Înțelegere care conține un program al aspectelor asupra cărora celor două organisme intenționează să obțină convergența până în 2008.
Comisia Valorilor Mobiliare și Burselor din Statele Unite (SEC) impune în prezent tuturor companiilor străine cotate la burse din SUA să pregătească situații financiare fie în conformitate cu US GAAP, fie în conformitate cu standardele lor contabile locale, însoțite de o notă care să reconcilieze standardele locale cu US GAAP. Această obligație generează costuri semnificative pentru companiile cotate în același timp în SUA și în alte țări. SEC a propus modificarea acestei reguli în sensul eliminării obligației de a efectua o reconciliere cu US GAAP pentru companiile străine care își pregătesc situațiile financiare în conformitate cu IFRS, în principiu începând din 2009. Companiile bazate în SUA vor fi în continuare obligate să raporteze în conformitate cu US GAAP.

## Structura IFRS
IFRS sunt considerate a fi un set de standarde „bazate pe principii”, întrucât stabilesc reguli generale, dar impun și anumite tratamente contabile specifice.
Standardele Internaționale de Raportare Financiară cuprind:
- Standardele Internaționale de Raportare Financiară (IFRS) — standarde emise după 2001
- Standardele Internaționale de Contabilitate (IAS) — standarde emise înainte de 2001
- Interpretări ale Comitetului Internațional pentru Interpretări privind Raportarea Financiară (IFRIC) — emise după 2001
- Interpretări ale Comitetului Permanent pentru Interpretări (SIC) — emise înainte de 2001

Există, de asemenea, și un Cadru General pentru Întocmirea și Prezentarea Situațiilor Financiare, care descrie unele dintre principiile care stau la baza IFRS.

### Lista IFRS
În prezent sunt în vigoare următoarele standarde:
- IFRS 1 Adoptarea pentru prima dată a Standardelor Internaționale de Raportare Financiară
- IFRS 2 Plata pe bază de acțiuni
- IFRS 3 Combinări de întreprinderi
- IFRS 4 Contracte de asigurare
- IFRS 5 Active imobilizate deținute pentru vânzare și activități întrerupte
- IFRS 6 Explorarea și evaluarea resurselor minerale
- IFRS 7 Instrumente financiare: informații de furnizat
- IFRS 8 Segmente operaționale
- IFRS 9 Instrumente financiare
- IFRS 10 Situații financiare consolidate
- IFRS 11 Asocieri în participatie
- IFRS 12 Prezentarea intereselor existente in alte entitati
- IFRS 13 Evaluarea la valoarea justa
- IFRS 14 Conturi de amânare aferente activităților reglementate
- IFRS 15 Venituri din contractele cu clienții
- IFRS 16 Leasinguri

- IAS 1: Prezentarea situațiilor financiare
- IAS 2: Stocuri
- IAS 7: Situația fluxurilor de trezorerie
- IAS 8: Politici contabile, modificări ale estimărilor contabile și erori
- IAS 10: Evenimente ulterioare perioadei de raportare
- IAS 11: Contracte de construcții
- IAS 12: Impozitul pe profit
- IAS 16: Imobilizări corporale
- IAS 17: Contracte de leasing
- IAS 18: Venituri
- IAS 19: Beneficiile angajaților
- IAS 20: Contabilitatea subvențiilor guvernamentale și prezentarea informațiilor legate de asistența guvernamentală
- IAS 21: Efectele variației cursurilor de schimb valutar
- IAS 23: Costurile îndatorării
- IAS 24: Prezentarea informațiilor privind părțile afiliate
- IAS 26: Contabilizarea și raportarea planurilor de pensii
- IAS 27: Situații financiare consolidate și individuale
- IAS 28: Investiții în entitățile asociate
- IAS 29: Raportarea financiară în economiile hiperinflaționiste
- IAS 31: Interese în asocierile în participație
- IAS 32: Instrumente financiare: prezentare
- IAS 33: Rezultatul pe acțiune
- IAS 34: Raportarea financiară interimară
- IAS 36: Deprecierea activelor
- IAS 37: Provizioane, datorii contingente și active contingente
- IAS 38: Imobilizări necorporale
- IAS 39: Instrumente financiare: recunoaștere și evaluare
- IAS 40: Investiții imobiliare
- IAS 41: Agricultură